# Wolfgang Klapf
Wolfgang Klapf (Leoben, 14 dicembre 1978) è un calciatore austriaco, difensore del Weißkirchen.

## Carriera
Debutta nella Bundesliga austriaca il 10 luglio 2007 nella vittoria interna per 1-0 contro l'Austria Kärnten.

## Palmarès
- Erste Liga: 1

Wiener Neustadt: 2008-2009